# Марк Бішофбергер
Марк Бішофбергер (нім. Marc Bischofberger) — швейцарський фристайліст, спеціаліст зі скікросу, олімпійський медаліст. 
Срібну олімпійську медаль Бішофбергер  виборов на Олімпіаді 2018 року в корейському Пхьончхані в змаганнях зі скікросу. 

## Зовнішні посилання
- Досьє на сайті Міжнародної федерації лижного спорту [Архівовано 22 лютого 2018 у Wayback Machine.]

## Виноски
1. ↑  Men's ski cross results